# 河野通清

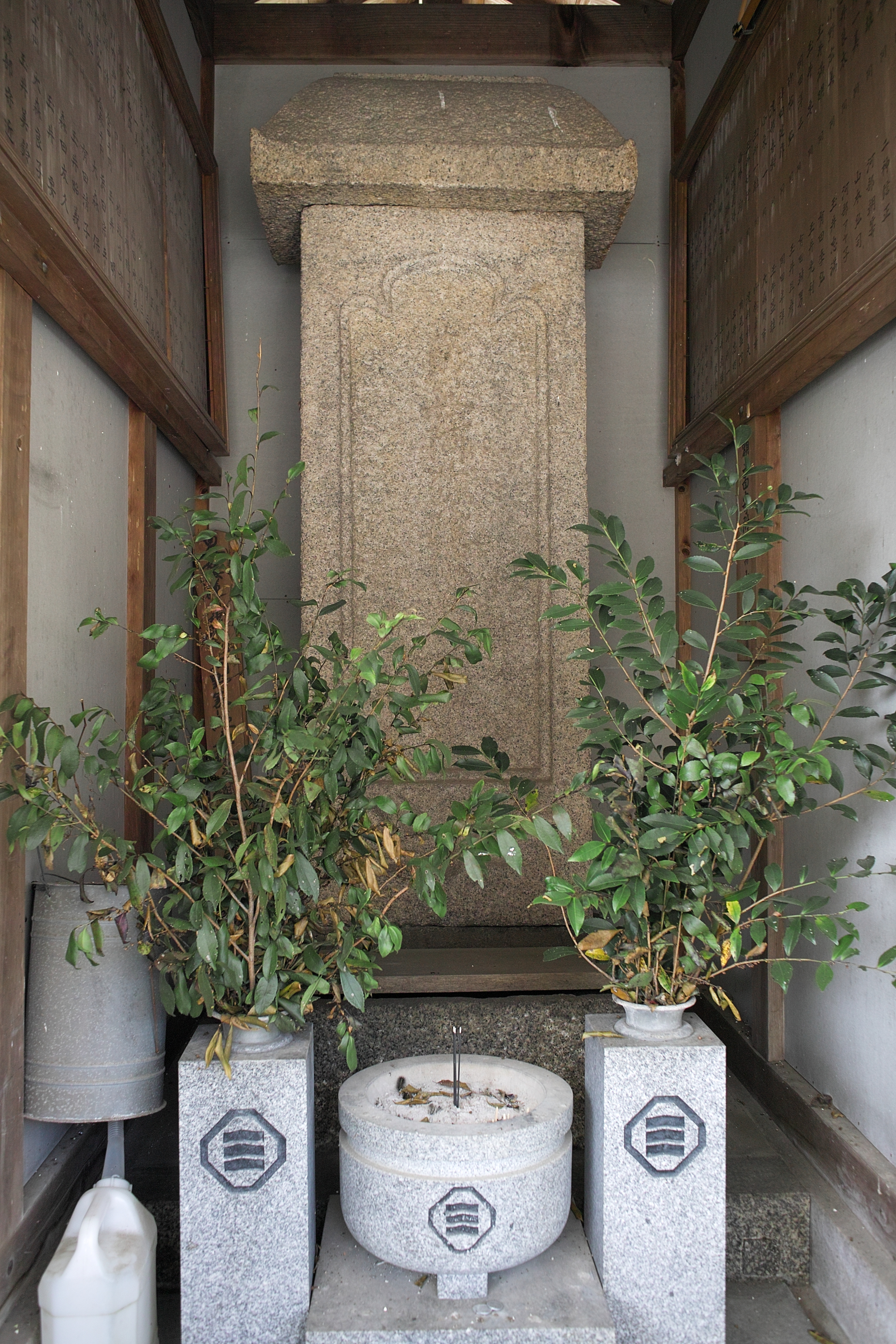
河野通清供養塔

河野 通清（かわの みちきよ）は、平安時代末期の伊予国風早郡河野郷の武将・豪族。河野氏は伊予第一の名族で国造の末裔・越智氏の流れを汲むという。

## エピソード
父・親清は子供ができず、このままでは再度河野家が絶えてしまう虞があった。そこで、親清の妻（親経の娘）が加護を得ようと、三島明神に参拝して祈願した直後に男子を身篭った。これが通清である。このことから、彼は神に「通」じた息子とされ、これより以後の河野氏全当主が代々「通」の通字を用いることの先例となったと伝えられる。また、三島明神はこの先河野家は16代続くと予言していたようである。実際、河野家は、通清以降晴通まで16代続いたといわれ、17代通宣からその力は衰退していったといわれるが、この16代の数字が、大山祇神社の中に鎮座する、17社、16皇子のことだといわれている。

## 伊予河野氏の蜂起
治承4年（1180年）8月に源頼朝が打倒平氏の兵を挙げると、通清も挙兵して平維盛の目代を討ち、伊予を完全に支配圏に置いた。
しかし治承5年（1181年）、平氏方の田口成良と備後の奴可入道西寂が伊予に攻め寄せて来ると、高縄山城（現在の愛媛県松山市）に立て籠もって抵抗したが、味方から裏切り者が出て大敗し、最期は城から撃って出て壮烈な戦死を遂げた。